# Omar Codazzi
Omar Codazzi (Milano, 2 dicembre 1971) è un cantante italiano.

## Biografia
Dopo le prime esibizioni al piano bar ed in un'orchestra dove interpreta canzoni di Claudio Villa e Franco Bastelli nel 1994 viene ingaggiato come cantante dell'orchestra di Franco Bagutti. Alcuni brani che canterà con questa formazione saranno Calice amaro, Romantico sognatore, Il pagliaccio e Mille ricordi.
Nel 1998 fonda con altri musicisti la band "Omar la voce del cuore" con cui pubblica in cinque anni otto album, nei quali vengono inseriti brani come Nostalgia di te, Piove, Bambina mia, Io amo te, Prigioniero d'amore, Come la Spagna. Vede anche un incremento degli ascolti grazie ad album come Il carrozziere che contiene l'omonima canzone che parla del suo lavoro di carrozziere abbinato a quello di cantante.
Nel 2005, con la collaborazione della sua compagna Adele Zanchi, crea una propria orchestra. Nell'agosto del 2006 esce Vivo la mia vita, il primo album con la sua nuova formazione contenente la canzone autobiografica che dà titolo all'album. Nel disco sono presenti anche i brani Caro amico, dedicato ad un amico scomparso, Grazie a te, che lo vede duettare con la compagna, Villa antica, Ti voglio, L'amicizia, Prima di dire addio, Cieli azzurri e Canto. Il pezzo di punta del disco, però, risulta essere Profumo di mamma.
Nel 2007 viene pubblicato il CD singolo È la mia vita, scritto a quattro mani con Massimo Tempia, già tastierista di Demo Morselli, Proprio nella stessa serata, l'orchestra viene diretta dal maestro Morselli nell'esecuzione di quella canzone. Il 13 giugno vince il concorso per orchestre di musica da ballo "Microfono d'oro", organizzato da Radio Zeta e 7 Gold Telecity, con il brano Profumo di mamma, scritto con Mario Zaniboni.
Nel maggio 2008 Codazzi pubblica l'album Uomini, che racchiude quattordici brani inediti tra cui Ci sarò anch'io, dedicato alla figlia Aurora. A partire da questo lavoro, la casa discografica che pubblica i suoi prodotti diviene la "Dolce Aurora".
Nel 2009 esce il DVD Cantando per voi e nel 2010 è la volta del CD Io...eterno viaggiatore.
A giugno 2011 esce Stupido io, album contenente l'omonimo brano, Una strada, Canta, Sarà, Lui vive di lei, A te, Canto vivo e sogno, Vivo di te e Notti notti notti.
A dicembre 2012 incide il CD singolo Merry Christmas e a marzo 2013 esce il terzo DVD Miracconto e, dopo un mese pubblica Non c'è un perché, disco in cui figurano i pezzi Niente più di te, eseguito in duetto con la nota cantante Fiordaliso, Mordimi, in coppia con Annalisa Minetti, Innamorarsi alla mia età e Favole.
Nel 2014 è la volta di Ancora insieme, DVD live in cui è protagonista insieme alla sua orchestra e a quella di Franco Bagutti, e La tua musica, album che racchiude brani già noti (come Gli amori di Toto Cutugno, Mi manchi e Ti lascerò portati al Festival di Sanremo da Fausto Leali) e inediti tutti composti da Fabrizio Berlincioni.
I lavori successivi sono Desiderio del 2015, che comprende Occhi di mare e Le canzoni di una volta, e Sentimento del 2016, in cui vengono inseriti i brani E più ti penso, il primo duetto realizzato con la figlia Aurora, e il tormentone dell'anno da Omar creato dal titolo In silenzio.
Il 2016 vede Omar e la sua orchestra festeggiare i 20 anni di carriera in un concerto ad Olmo di Gattatico (RE) con la presenza di numerosi ospiti.
Nel febbraio del 2017 padre e figlia partecipano allo show Standing Ovation, condotto da Antonella Clerici su Rai 1, uscendone vincitori.
Verso la fine del 2017 esce l'album La mia canzone contenente l'omonimo brano che da il titolo al CD insieme ad altre 3 canzoni scritte dall'amico e collega Graziano Cianni (50 primavere, Bella l'Italia e Amaranda) insieme a canzoni più moderne.
Nel 2018 esce la sua prima raccolta " la mia storia " divisa in 3 volumi con tutte le sue più famose canzoni fino a questa data.
Nel 2019 esce il nuovo album " cinque settimane " contenente l'omonima canzone che dal il titolo al CD e altri grandi successi. Da lì a poco cinque settimane diventerà un grande successo e un tormentone estivo e non; il cd diventerà ben presto uno dei più venduti del cantante.
Nel 2020 sarà la volta dell'album cover " io e te", il primo album del cantante interpretato completamente insieme alla figlia Aurora
Nel 2021 esce l'album "occhi" il primo prodotto in collaborazione con le edizioni musicali Novalis, conente brani di carattere più marcato e moderno rispetto a quelli precedenti; difatti l'artista, come rilasciato in un'intervista, comincia a evidenziare con questo cd uno stile "liscio-pop"
Pochi mesi dopo, sempre nel 2021,  esce l'album-sogno di Omar intitolato "Omar canta Bastelli" ovvero un album contenente tutti i più grandi successi della prima era del suo idolo tanto amato (Franco Bastelli), tutti rifatti e ricantati dall'artista. Un sogno che si avvera grazie ancora alle edizioni musicali Novalis; l'album è composto da 2 CD per un totale di 26 brani.
L'11 settembre parte il suo primo tour concerto in coppia con l'artista e amico (Pietro Galassi). Il tour si chiama VOGLIO VOLARE TOUR che è anche il titolo del singolo uscito precedentemente durante l'estate del 2021 riscuotendo subito un grande successo; la prima data di debutto sarà a (Porto Recanati)

## Discografia

### Album
- 1998 - Vita di cantastorie (Fonola Dischi)
- 1999 - Non sono un peccatore (Fonola Dischi)
- 2000 - Il Carrozziere (Fonola Dischi)
- 2000 - Bimbi di tutto il mondo (Fonola Dischi)
- 2001 - Presente (Fonola Dischi)
- 2002 - Capriccio di una sera (Fonola Dischi)
- 2003 - Bambina mia (Fonola Dischi)
- 2004 - Angelo mio (Fonola Dischi)
- 2006 - Vivo la mia vita (Eurozeta-Zetalive)
- 2008 - Uomini (Dolce Aurora)
- 2010 - Io...eterno viaggiatore (Dolce Aurora)
- 2011 - Stupido io (Dolce Aurora)
- 2013 - Non c'è un perché (Dolce Aurora)
- 2014 - La tua musica (Dolce Aurora)
- 2015 - Desiderio (Dolce Aurora)
- 2016 - Sentimento (Dolce Aurora)
- 2017 - La mia canzone (Dolce Aurora)
- 2019 - Cinque settimane (Dolce Aurora)
- 2020 - Io e te (Dolce aurora)
- 2021 - Occhi (Novalis edizioni musicali)
- 2021 - Omar canta Bastelli (Novalis edizioni musicali)

### Raccolte
- 2018 - La mia storia (Dolce Aurora)

## Videografia
- 2009 - Cantando per voi (Dolce Aurora)
- 2010 - Qualcosa di me (Dolce Aurora)
- 2013 - Miracconto (Dolce Aurora)
- 2014 - Ancora insieme (Dolce Aurora-Edizioni Bagutti) con l'orchestra Bagutti

## Televisione
- Musica insieme di sera - Omar Show (Telestar e  Italia 8, 2004-2006)
- Standing Ovation (Rai 1, 2017) - Concorrente
- Casa Omar (Super TV, 2021-in corso)